# عنکبوت‌های پابرهنه
عنکبوت‌های پابرهنه (نام علمی: Paratropididae) نام یک تیره از راسته عنکبوت است.